# Cheryl Dunye
Cheryl Dunye, née le 13 mai 1966 au Liberia, est une réalisatrice, productrice, scénariste et actrice américaine.

## Biographie
Ouvertement lesbienne, Dunye s'est fait connaitre du grand public avec son long métrage The Watermelon Woman, un film qui explore l'histoire des femmes noires lesbiennes.
Le travail de Cheryl Dunye concerne les thèmes de la sexualité, du genre et des problématiques relatives aux lesbiennes noires.
Dunye a grandi à Philadelphie. Diplômée d'une licence à l'université Temple et d'un master des Beaux-Arts de l'école d'art Rutgers Mason Gross. Elle a enseigné à l'université de Californie à Los Angeles, l'université de Californie à Riverside, le Pitzer College, l'université Claremont, le Pomona College, le CalArts, The New School, l'école de l'Institut d'art de Chicago et à l'université d'État de San Francisco.
Elle est mère de deux enfants et réside actuellement à Oakland, Californie.

## Carrière cinématographique
Dunye a commencé sa carrière avec six courts-métrages qui ont été regroupés dans le DVD intitulé The Early Works of Cheryl Dunye,. La plupart de ces vidéos traitent de l'utilisation de techniques mixtes, d'un mélange de faits réels et de fictions, et explorent des questions relatives à l'expérience de la réalisatrice en tant que cinéaste lesbienne noire.

### The Watermelon Woman(1996)
Son premier long métrage est The Watermelon Woman (1996), un film qui explore l'histoire des femmes noires et des lesbiennes dans l'industrie du cinéma. "Il a gagné une place dans l'histoire cinématographique en tant que premier long métrage narratif écrit et réalisé par des lesbiennes noires sur des lesbiennes noires." En 1993, Dunye faisait des recherches pour un cours sur l'histoire du cinéma noir en cherchant des informations sur les actrices noires des premiers films. Souvent, les femmes n'étaient pas nommées par leurs noms dans les génériques, c'est ainsi que Dunye a décidé d'utiliser son travail de recherche pour créer une histoire sur les femmes noires dans les films. Le titre du film est inspiré du film de Melvin Van Peebles, The Watermelon Man (1970).
Dans le film, la protagoniste, Cheryl, jouée par la réalisatrice elle-même, est une aspirante cinéaste lesbienne noire qui tente de raconter l'histoire des lesbiennes noires dans l'histoire du cinéma tout en essayant de produire son propre travail, car « nos histoires n'ont jamais été racontées. » L'histoire explore la difficulté de naviguer dans des sources archivistiques qui excluent ou ignorent les femmes queer noires travaillant à Hollywood, en particulier celle de l'actrice Fae Richards, dont le personnage portait le nom du film.

## Filmographie
| année | film                           | réalisatrice | scénariste | productrice | actrice     | notes           |
| ----- | ------------------------------ | ------------ | ---------- | ----------- | ----------- | --------------- |
| 1989  | Wild Thing: A Poem by Sapphire | Oui          |            |             |             | court métrage   |
| 1990  | Janine                         | Oui          |            |             |             | long métrage    |
| 1991  | She Don't Fade                 | Oui          | Oui        |             | Shae Clarke | court métrage   |
| 1992  | Vanilla Sex                    | Oui          |            |             |             | long métrage    |
| 1993  | Untitled Portrait              | Oui          |            |             |             | long métrage    |
| 1993  | The Potluck and the Passion    | Oui          |            |             |             | court métrage   |
| 1993  | Strange Weather                |              |            |             |             | long métrage    |
| 1996  | The Watermelon Woman           | Oui          | Oui        |             | Cheryl      | long métrage    |
| 1996  | Greetings from Africa          | Oui          |            |             |             | documentaire    |
| 2001  | Stranger Inside (en)           | Oui          | Oui        |             |             | téléfilm        |
| 2001  | The New Women                  |              |            |             | Phaedra     | long métrage    |
| 2002  | Final Breakdown                |              | Oui        |             |             | long métrage    |
| 2004  | My Baby's Daddy (en)           | Oui          |            |             |             | long métrage    |
| 2010  | The Owls                       | Oui          | Oui        | Oui         | Carol       | long métrage    |
| 2012  | Mommy Is Coming                | Oui          | Oui        | Oui         | Cabby       | long métrage    |
| 2013  | Valencia: The Movie/S          | Oui          |            |             |             | long métrage    |
| 2017  | Queen Sugar (en)               | 1 épisode    |            |             |             | série télévisée |
| 2018  | Black Is Blue                  | Oui          | Oui        | Oui         |             | court métrage   |

## Récompenses
- 1991 : Fine Cut Winner Independent Images: TV 12 WHYY Inc.
- 1995 : Artist Mentor Residency Award Film Video Arts Inc.
- 1995 : Media Production Award; National Endowment for the Arts
- 1995 : Vito Russo Filmmaker Award; New York Lesbian, Gay, Bisexual, & Transgender Film Festival (en)
- 1995 : Ursula Award; Hamburg Lesbian & Gay Film Festival
- 1996 : Audience Award; LA Outfest; Outstanding narrative feature - The Watermelon Woman
- 1996 : Teddy Award au Berlin International Film Festival; Best feature film - The Watermelon Woman
- 1996 : Audience Award; Festival international de films de femmes de Créteil
- 1996 : Audience Award; Torino International Gay & Lesbian Film Festival
- 1997 : Biennial Anonymous Was A Woman Award; Whitney Museum of American Art
- 2000 : Best Director Award; Girlfriends (magazine)
- 2001 : Audience Award; LA Outfest
- 2001 : Audience Award au Festival du film de Philadelphie et : Audience Award au Festival international du film de San Francisco.
- 2001 : Special Jury Award; Miami Gay and Lesbian Film Festival - Stranger Inside
- 2001 : Audience Award; best narrative feature - Stranger Inside
- 2002 : Audience Award and Special Mention; Festival international de films de femmes de Créteil - Stranger Inside
- 2002 : London International Lesbian and Gay Film Festival; Best Feature Award
- 2002 : Lifetime Achievement Award Girlfriends (magazine)
- 2004 : Community Vision Award; National Center for Lesbian Rights (en)